# 카를로 안첼로티
카를로 안첼로티(이탈리아어: Carlo Ancelotti ˈkarlo antʃeˈlɔtti[*]1959년 6월 10일 ~ )는 이탈리아의 전 축구 선수이자 감독으로, 현재 브라질 축구 국가대표팀의 감독이다. 현역 시절 포지션은 미드필더로, 주로 이탈리아 세리에 A의 로마, 밀란에서 활약했다.

## 개요
UEFA 챔피언스리그 5회 우승, 1회 준우승(밀란에서 우승 2회, 준우승 1회를 기록했고, 레알 마드리드에서도 우승을 거두었다.)을 했다.
또한 2007년 밀란으로 대륙간 대결인 FIFA 클럽 월드컵 우승을 일궈냈는데 이 성과 역시 그가 최초다. 7년 뒤인 2014년, 레알 마드리드로 같은 대회에서 또 다시 우승했다. 안첼로티는 역대 최고이자 가장 성공적인 감독들 중 한 명으로 거론되곤 한다.
큰 카를로 (Carletto) 라는 별칭을 지닌 안첼로티는 선수 시절 미드필더로 활약했고, 이탈리아 파르마에서 데뷔해 1979년에 소속 구단의 세리에 B 승격에 일조했다. 이후, 로마로 이적해 세리에 A 우승을 거두고, 코파 이탈리아 정상도 4번 밟았으며, 1980년대 말에는 밀란 선수로서 리그 2회 우승과 유러피언컵 2회 우승을 비롯해 많은 우승을 거들었다.
그는 이탈리아 국가대표팀 일원으로 26경기에 출전해 1골을 기록했고, FIFA 월드컵에 2번 나갔는데, 1990년 대회에서는 3위를 차지했으며, UEFA 유로 1988에도 참가해 조국의 4강행에 공헌하기도 했다.
감독으로 전향한 후엔 레자나, 파르마, 유벤투스, 밀란, 첼시, 파리 생제르맹, 레알 마드리드, 바이에른 뮌헨, 나폴리의 지휘봉을 잡았고, 이탈리아, 잉글랜드, 프랑스, 스페인, 독일에 이르는 모든 자국 리그에서 우승을 일궈냈다.

## 클럽 경력

### 파르마
안첼로티는 1974년 파르마에서 축구를 시작했고, 1976-77 시즌 세리에 C에서 18세의 나이에 신고식을 치렀다. 당시 지도자였던 체사레 말디니는 그의 골 결정력을 알아보고 주로 공격수 뒤나 후방 공격수로 기용했다. 안첼로티는 이 역할을 훌륭히 수행해 파르마가 세리에 C1 지로네 A에서 1978-79 시즌에 준우승을 차지하고 세리에 B 플레이오프전에 올려놓을 수 있도록 만들었다. 비첸차 원정에서 벌어진 트리에스티나와의 중요한 경기에서 1-1로 팽팽히 맞서는 가운데 홀로 2골을 기록하며 파르마의 3-1 승리와 다음 시즌 세리에 B 승격을 확정지었다.

### 로마

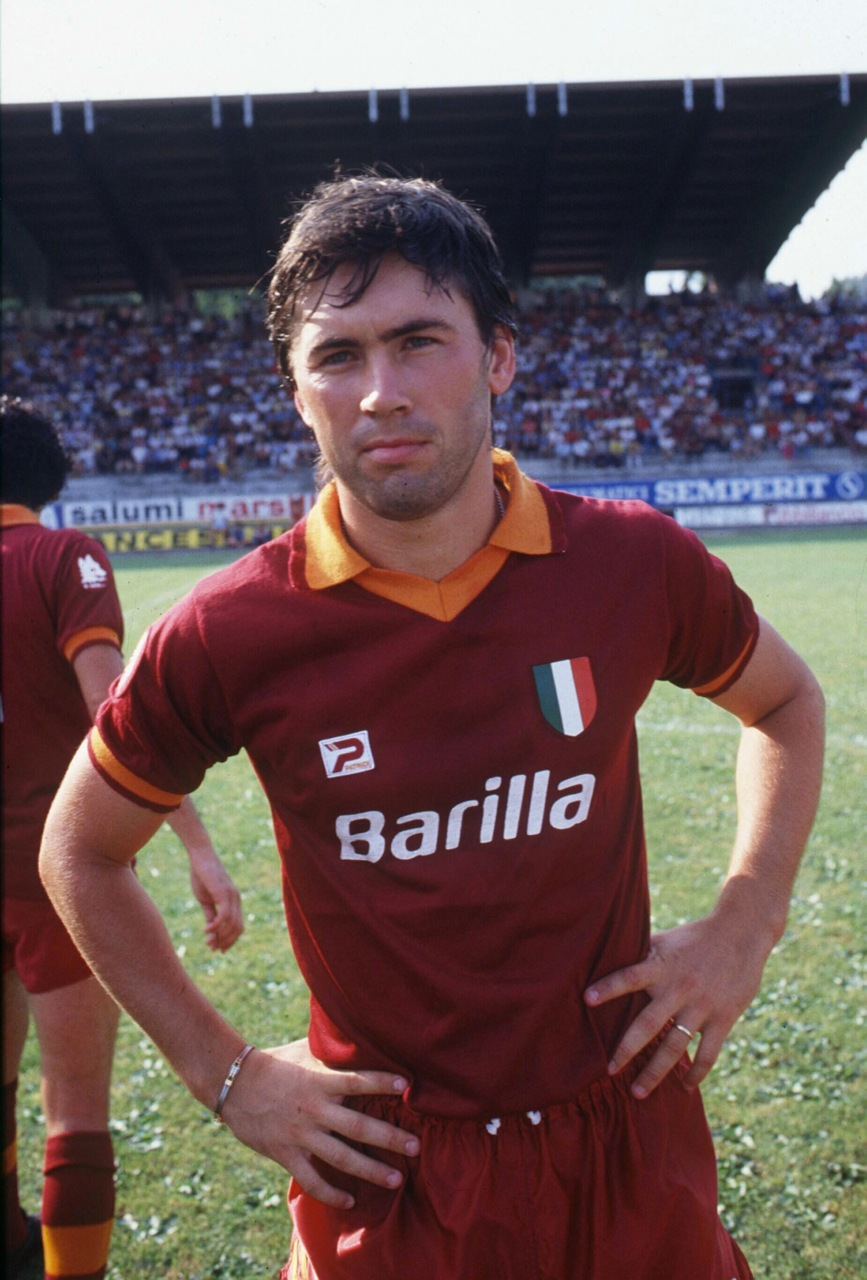
1983-84 시즌, 로마의 안첼로티

인테르나치오날레의 큰 관심을 받은 안첼로티는 1979년 여름에 로마로 둥지를 옮겨 밀란과의 9월 16일 경기에 세리에 A 신고식을 치렀고, 경기는 0-0 무승부로 끝났다. 닐스 리드홀름 감독의 지도 하에, 그는 주로 중앙 미드필더로 기용되었고, 브라질의 거물 미드필더 파울루 호베르투 파우캉, 그리고 이탈리아의 내로라하는 선수들인 로베르토 프루초, 브루노 콘티, 그리고 피에트로 비에르코워드와 함께 선수단의 중추적인 선수가 되어, 처음 2시즌에 코파 이탈리아 우승을 공헌했다. 로마에서 8년을 보내면서, 그는 코파 이탈리아를 총 4번 (1980, 1981, 1984, 그리고 1986) 우승했다. 무릎 부상으로 고전하던 그는 1980-81 시즌과 1981-82 시즌에 각각 리그 준우승과 3위를 각각 차지했고, 1982-83 시즌에는 소속 구단의 역사적인 이탈리아 리그 우승의 주역이 되었다. 그 다음 시즌에는 로마가 코파 이탈리아를 우승하고 1984년 유러피언컵 결승행에 일조하였지만, 로마의 올림피코에서 열린 리버풀과의 결승전에서 승부차기 끝에 패할 당시 부상으로 결장했다. 1985년, 그는 스벤-예란 에릭손 신임 감독 체제에서 선수단 주장을 맡았으며, 신예 미드필더 주세페 잔니니를 견습생으로 두었고, 로마는 코파 이탈리아 우승을 거두었지만, 세리에 A 1985-86에서 유벤투스에 간발의 차이로 밀려 또다시 리그 준우승을 거두었다.

### 밀란
1987년과 1992년 사이 안첼로티는 밀란 소속이었고, 아리고 사키 감독의 체제에서 1988년 세리에 A, 1989년, 1990년 2연속 유러피언컵, 2회의 UEFA 슈퍼컵, 2회의 인터콘티넨털컵, 그리고 수페르코파 이탈리아나 우승을 거둔 선수단의 주역이었다. 당시 밀란은 실비오 베를루스코니 구단 회장의 재정적 지원에 힘입어 역대 최고로 손꼽히는 선수단을 구축했고, 파올로 말디니, 프랑코 바레시, 마우로 타소티, 알레산드로 코스타쿠르타의 수비라인. 프랑크 레이카르트, 뤼트 휠릿, 그리고 로베르토 도나도니의 중원과 마르코 판 바스턴이 골을 결정짔는 팀이었다.
그의 밀란에서 보였던 가장 인상적인 장면으론 보통 레알 마드리전 골 모습이다. 뤼트 휠리트의 공을 받아 레알의 선수 2명을 제치고 먼 거리에서 때린 중거리 슛이 골문을 빨려들어간 것. 이는 1989년 유러피언컵 4강에서에서 레알 마드리드를 격침하는 승리에 공헌한 것이고, 아울러 그 승리는 밀란의 5-0 대승이기도 했다. 이어서 열린 결승전인 스테아우아 부쿠레슈티경기에서도 밀란은 4-0 대승을 거뒀고, 안첼로티는 활발히 뛰며 90분을 소화했다.
다음 시즌, 안첼로티는 메헬런과의 유러피언컵 8강전에서 왼쪽 무릎 부상을 당해 준결승전에 결장했지만, 빈에서 열린 벤피카와의 결승전에 복귀해 밀란의 정상 방어를 도왔다. 사키가 지휘봉을 내려놓은 후, 그는 후임 감독인 파비오 카펠로와 세리에 A 1991-92 우승을 거두었고, 이 과정에서 밀란은 단 한 번도 패하지 않았지만, 계속되는 무릎 부상과 신예 데메트리오 알베르티니와의 경쟁으로 출전 시간이 줄어들었고, 시즌 종류 후 은퇴를 선언했다. 33세라는 조금 이른 나이.
안첼로티는 1992년 5월 17일, 4-0으로 이긴 엘라스 베로나와의 안방 경기에서 자신의 마지막 경기에 출전했고, 교체로 들어가 막판 20분을 뛰며 2골을 기록, 관중의 기립 박수를 받았다.

## 국가대표팀 경력
안첼로티는 엔초 베아르초트 감독 체제에 이탈리아 국가대표팀 첫 경기를 치렀고, 1981년 1월 6일, 단일 대회에서 네덜란드를 상대로 처음이자 마지막 골을 기록했고, 경기는 1-1 무승부로 끝냈다. 그는 1982년 FIFA 월드컵에 참가할 것으로 보였지만, 막판에 부상을 당해 몇 달 동안 출전하지 못하게 되면서 낙마했고, 이탈리아는 그 없이 우승을 차지했다. 그는 1986년 FIFA 월드컵에 이탈리아의 선수단 일원으로 발탁되었지만, 단 한 경기도 출전하지 못했다.
아첼리오 비치니 신임 감독 체제에서, 그는 이탈리아 국가대표팀의 주축 선수로 도약했고, UEFA 유로 1988의 4강행 주역이었고, 같은 해 여름 서울에서 열린 하계 올림픽에 자국을 대표로 출전하기도 했다. 그러나, 오른쪽 무릎의 반월상연골 부상을 당하면서, 대회에 참가하지 못했고, 이탈리아는 대회 4위를 차지했다. 이후, 31세의 안첼로티는 비치니 감독에 의해 자국에서 열린 1990년 FIFA 월드컵의 선수단 일원으로 발탁되었지만, 오스트리아와의 조별 리그 2차전에서 부상을 당하면서 대회 출장이 3회에 그쳤는데, 그는 잉글랜드와의 3위 결정전 시점이 되어서야 복귀해 이탈리아의 2-1 승리에 일조했다. 안첼로티는 이탈리아 국가대표팀 경기에 26번 출전하였고, 1991년에 국가대표팀 은퇴를 선언했으며, 그는 아리고 사키 감독의 체제에 이탈리아 국가대표팀 경기에 마지막으로 출전했다.

## 플레이스타일
안첼로티는 재능있고, 침착하며, 효율적이고, 창조적인 미드필더로 다양한 임무를 수행할 수 있었다. 이른바 월드클래스 미드필더로서 리더쉽과 경기 운영능력을 지닌 당시 최고의 이탈리아 미드필더 중 한 명으로 평가된다. 주력이나, 체격 운동신경은 부족했으나, 수비시엔 부지런한 활동량과 타이트한 수비. 공격시엔 탁월한 전술지능과 시야, 강력한 중거리 슛을 보유했다.
그는 직접적인 골과 동료의 골을 만드는 조력자 역할 모두 능했으나, 여러 번의 부상으로 말미암아 1992년 비교적 일찍 은퇴하게 됐다. 그는 주로 후방의 앞쪽에 배치되어 중앙이나 수비형 미드필더 역할을 수행했고, 여기에서 그는 공을 따낸 후 선수단의 경기 전개 속도를 제어했고, 그는 후방 플레이메이커로서 밀란에서 데메트리오 알베르티니와 안드레아 피를로의 스승이자 선배였다.

## 감독 경력

### 레자나
안첼로티는 코베르차노에서 감독 연수를 받았고, 그는 "축구의 미래: 더 큰 역동성" (Il Futuro del Calcio: Più Dinamicità)의 제목이 붙은 논문을 저술했다. 1992년과 1995년 사이 전 밀란 감독인 아리고 사키의 수석 코치직을 역임해 이탈리아 국가대표팀과 1994년 FIFA 월드컵 결승전에 동행하기도 했고, 안첼로티는 이후 1995년에 세리에 B의 레자나 감독으로 취임했고, 부임 첫 시즌에 세리에 A 승격을 이끌었다. 그는 세리에 B 1995-96 시즌 후 구단을 떠났는데, 첫 시즌이자 마지막 시즌에 17승 14무 10패를 기록했다.

### 파르마

1996년, 파르마의 안첼로티

그 다음 시즌, 안첼로티는 네비오 스칼라 전임 감독이 직전에 국내 및 유럽 무대에서 선전을 이끌었으며, 훗날 이탈리아의 거물로 성장하는 신인 잔루이지 부폰과 파비오 칸나바로가 있던 파르마의 지휘봉을 잡았다. 안첼로티는 1-3으로 패한 페스카라와의 코파 이탈리아 경기에서 처음으로 파르마를 지휘했다. 안첼로티는 취임한 후 구단의 체제를 개편했는데, 사키 방식의 철저한 4-4-2 배치 형태를 도입했고, 창조적인 공격수 잔프랑코 촐라를 처음에 좌측 측면으로 이동시켜 흐리스토 스토이치코프가 최전방에 설 수 있게 만들었지만, 이 체제에 적응하지 못해 출전 시간이 줄어든 이들 둘은 나중에 구단이 매각했다. 엔리코 키에사와 에르난 크레스포가 새로운 공격반을 맡으면서, 안첼로티 감독의 파르마는 1996-97 시즌에 세리에 A 준우승을 차지해 다음 시즌 UEFA 챔피언스리그 진출에 성공했다. 그 다음 시즌, 구단은 또다른 창조적인 공격수 로베르토 바조를 영입했지만, 안첼로티 감독은 바조가 그의 전술에 맞지 않을 것이라 판단해 이적을 저지하려 했다. 안첼로티는 당시 4-4-2 배치 형태가 가장 이상적인 배치 체계이지만 공격적인 플레이메이커가 이 체계에 맞지 않다 생각했다고 나중에 밝혀 이후 이 결정을 후회했다. UEFA 챔피언스리그 1997-98 1라운드 탈락의 고배를 마시고 코파 이탈리아 4강에 올랐고, 안첼로티는 1997-98 시즌에 파르마를 세리에 A 6위에 올려놓는데 그쳤고, 그 다음 시즌 UEFA컵 진출권을 따냈지만, 시즌 종료 후 경질당했다.

### 유벤투스
1999년 2월, 안첼로티는 마르첼로 리피 감독의 후임으로 유벤투스의 감독이 되었고, 리피는 안첼로티가 떠난 후 다시 지휘봉을 잡았다. 유벤투스에서, 안첼로티는 선수단의 배치 형태에 덜 얽매였고, 그가 선호하는 4-4-2 배치 형식 대신에 프랑스의 거물이자 플레이메이커 지네딘 지단을 그가 선호하는 공격수 후방의 자유 임무 수행을 맡겨 선발로 배치했다. 그는 유벤투스에서의 1년차를 무난히 시작했는데, 그는 렌을 합계 4-2로 이기고 UEFA 인터토토컵 우승으로 이끌었지만, 유벤투스는 UEFA컵 16강에서 탈락했고, 리그 우승도 라치오에게 최종전에서 승점 1점차로 내주었다. 우승 실패는 3경기를 남겨 놓고 승점 5점을 잃을 데에서 야기되었고, 그는 지지자들과 수뇌부의 수위 높은 질타를 받았다. 그 다음 시즌, 안첼로티는 빈손으로 마무리했는데, 세리에 A에서 이번에는 로마에 밀려 준우승을 했고, 유벤투스 감독직에서 쫓겨났다. 안첼로티의 해임은 2001년 6월 17일 아탈란타와의 시즌 최종전 안방 경기 전반 종료 후, 아직 우승 가능성이 남아있는데도 불구하고 발표되었다. 유벤투스는 경기를 2-1로 이겼지만, 리그에서 로마를 제치고 역전 우승을 거두기에는 부족했다. 안첼로티는 유벤투스에서의 2년 동안 63승 33무 18패를 기록했다.

### 밀란

#### 2001–2002

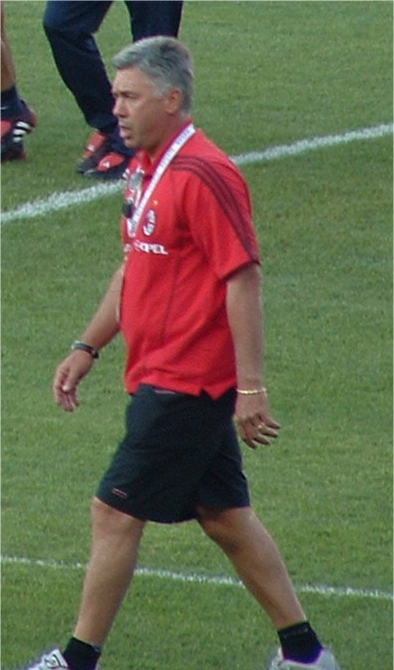
밀란의 카를로 안첼로티

2001년 11월 5일, 안첼로티는 성적 부진으로 해임된 파티흐 테림 감독의 후임으로 밀란 사령탑에 올랐다. 그는 밀란의 바통을 이어받아 시즌을 또 빈손으로 마무리했는데, 흑적 군단 (Rossoneri) 은 가장 최근의 작은 방패 (Scudetto)를 1999년에 차지한 이래 국내 무대와 유럽 무대에서 부진을 면치 못하고 있었다. 2001-02 시즌, 안첼로티는 밀란을 세리에 A 4위로 이끌면서 다시 UEFA 챔피언스리그 본선에 올려놓았고, UEFA컵에서도 역대 최고 성적인 4강 진출을 이룩했지만, 도르트문트에 패해 탈락했고, 코파 이탈리아도 유벤투스와의 준결승전에서 져 중도에 하차했다.

#### 2002–2004
그 다음 시즌, 안첼로티는 수비 위주의 전술로 실비오 베를루스코니 구단주의 맹비난을 받았지만, 밀란이 창조적으로 경기를 전개할 수 있게 선수단을 일부 개편했다. 그는 리즈 유나이티드와의 UEFA 챔피언스리그 2000-01 경기로 여전히 비난 받던 지다를 2002-03 시즌을 앞두고 주전 수문장으로 올렸고, 신예 공격형 미드필더 안드레아 피를로를 수비형 미드필더로 전향해 10번 후이 코스타 후방에 배치해 수비진 앞에 세워 4-3-1-2나 4-1-2-1-2 배치 체제에서 후방 플레이메이커 역할을 수행케 했다. 같은 시기에, 필리포 인차기와 안드리 셰우첸코는 압도적이고 역동적인 공격수로, 골문 앞에서 위협적인 존재였다.
밀란은 올드 트래퍼드에서 유벤투스를 승부차기 끝에 3-2로 이기고 UEFA 챔피언스리그 2002-03 우승을 차지했고, 코파 이탈리아 2002-03도 로마를 꺾고 들어올렸다. 이는 그를 부당하게 경질하고 마르첼로 리피 2기에 세리에 A 2연패를 거둔 유벤투스에게 가한 짜릿한 복수였다. 그 다음 시즌, 브라질의 공격형 미드필더 카카가 선수단에 합류하면서, 안첼로티는 카푸, 코스타쿠르타, 알레산드로 네스타, 그리고 말디니로 믿음직한 4인 수비를 구축했고, 밀란은 포르투를 따돌리고 2003년 UEFA 슈퍼컵의 주인공이 되었고, 34경기 82점의 이탈리아 기록을 세우며 2004년의 작은 방패 (Scudetto) 도 확보했고, 셰우첸코는 리그 득점왕으로 시즌을 마무리했다. 그러나, 흑적 군단 (Rossoneri) 은 수페르코파 이탈리아나 2003에서 유벤투스에게 승부차기 끝에 패했고, 2003년 인터콘티넨털컵도 보카 주니어스에게 내주었다. UEFA 챔피언스리그 2003-04에서는 데포르티보에게 밀려 탈락했다.

#### 2004–2006
안첼로티의 임기에, 밀란은 수페르코파 이탈리아나 2004 우승을 거두었고, 2004-05 시즌과 2005-06 시즌 유벤투스에 이어 두 시즌 연속으로 세리에 A 준우승을 차지했다. (이후, 유벤투스는 2006년 이탈리아 축구 스캔들에 연루되어 작은 방패 두 개 모두 박탈당했다.) 2004-05 시즌, 안첼로티는 밀란을 또다시 UEFA 챔피언스리그 결승전에 올려놓았지만, 리버풀과 연장전까지 3-3 접전을 벌인 뒤 승부차기 끝에 2-3으로 패했다. 코파 이탈리아도 8강을 넘지 못했다. 그 다음 시즌도 밀란은 또다른 실망스러운 시즌을 보냈는데, UEFA 챔피언스리그 준결승전에서 바르셀로나에 밀려 탈락했고, 코파 이탈리아도 16강 진출에 그쳤다.

#### 2006–2009
공격수 안드리 셰우첸코가 2006-07 시즌을 앞두고 떠나면서, 안첼로티는 밀란의 선수단을 재구축하게 되었고, 나중에 "성탄 나무"라는 명칭이 붙은 4-3-2-1 배치 형태를 고안했다. 밀란의 선발진은 인차기가 홀로 최전방을 맡아 클라렌서 세이도르프와 카카 두 명의 공격형 미드필더가 인차기를 지원하고, 중원에 창조적인 플레이메이커인 안드레아 피를로와 왕성한 활동량을 자랑하는 두 명의 수비형 미드필더인 젠나로 가투소와 마시모 암브로시니와 함께 3명이 배치되었다. 밀란도 이탈리아 축구 스캔들에 연루되어 세리에 A 2006-07 시즌을 8점이 감점된 채 시작했고, 결국 리그 우승 경쟁에서 일찍 밀려났고, 안첼로티는 대신에 UEFA 챔피언스리그 우승에 집중했다. 2007년 5월 23일, 아테네의 스피로스 루이스에서 벌어진 2007 UEFA 챔피언스리그 결승전에서 밀란은 리버풀을 2-1로 제치고 2년 전의 패배를 설욕했고, 안첼로티는 밀란 사령탑으로서의 두 번째 UEFA 챔피언스리그 우승이자 1989년과 1990년에 밀란 선수로 두 번 우승한 것까지 포함해서 통산 4번째 UEFA 챔피언스리그 우승을 쟁취했다. 2006-07 시즌 세리에 A는 4위로 마쳤고, 코파 이탈리아는 준결승전에서 나중에 우승을 차지한 로마에게 패했다. 그 다음 시즌, 안첼로티는 2007년 UEFA 슈퍼컵 우승을 거두었고, 구단의 사상 첫 FIFA 클럽 월드컵 2007 우승도 거두어, 유럽 구단들 중 처음으로 대회 우승을 거두었다. 리그를 5위로 마치면서, 밀란은 시즌을 UEFA 챔피언스리그 진출권 없이 마쳤고, UEFA 챔피언스리그와 코파 이탈리아도 16강 탈락의 고배를 마셨다.
안첼로티의 임기 8년차이자 밀란에서의 마지막 시즌에, 밀란은 같은 연고지 숙적 인테르나치오날레와 유벤투스에 이어 세리에 A를 3위로 마쳐 다음 시즌 UEFA 챔피언스리그 진출권을 확보했지만, UEFA컵 32강에서 떨어졌고, 코파 이탈리아도 16강에서 탈락했다. 구단을 떠날 것이란 소문을 부정한 안첼로티는 2009년 5월 31일에 피오렌티나와의 시즌 최종전에서 2-0으로 이긴 뒤 1시간도 채 안 되어서 사표 제출을 선언했다. 도합하여, 안첼로티는 밀란을 423경기에서 지도했다. 그보다 더 많은 경기에서 밀란을 지도한 감독은 네레오 로코가 유일하다.

#### 밀란 통계
| 시즌    | 세리에 A | 세리에 A | 세리에 A | 세리에 A | 세리에 A | 세리에 A | 세리에 A | 코파 이탈리아 | 유럽    | 기타 | 기타 | 기타 | 기타 | 기타 | 기타 | 주            |
| 시즌    | 전       | 승       | 무       | 패       | 득       | 실       | 순       | 순            | 순      | 전   | 승   | 무   | 패   | 득   | 실   | 주            |
| ------- | -------- | -------- | -------- | -------- | -------- | -------- | -------- | ------------- | ------- | ---- | ---- | ---- | ---- | ---- | ---- | ------------- |
| 2001–02 | 34       | 14       | 13       | 7        | 47       | 33       | 4위      | 4강           | 4강     | —    | —    | —    | —    | —    | —    | [ 41 ] [ 42 ] |
| 2002–03 | 34       | 18       | 7        | 9        | 55       | 30       | 3위      | 우승          | 우승    | —    | —    | —    | —    | —    | —    | [ 48 ] [ 77 ] |
| 2003–04 | 34       | 25       | 7        | 2        | 65       | 24       | 1위      | 4강           | 8강     | 3    | 1    | 2    | 0    | 3    | 2    | [ 56 ] [ 78 ] |
| 2004–05 | 38       | 23       | 10       | 5        | 63       | 28       | 2위      | 8강           | 준우승  | 1    | 1    | 0    | 0    | 3    | 0    | [ 58 ] [ 61 ] |
| 2005–06 | 38       | 28       | 4        | 6        | 85       | 31       | 3위      | 8강           | 4강     | —    | —    | —    | —    | —    | —    | [ 59 ] [ 63 ] |
| 2006–07 | 38       | 19       | 12       | 7        | 57       | 36       | 4위      | 4강           | 우승    | —    | —    | —    | —    | —    | —    | [ 69 ]        |
| 2007–08 | 38       | 18       | 10       | 10       | 66       | 38       | 5위      | 16강          | 16강    | 3    | 3    | 0    | 0    | 8    | 3    | [ 71 ] [ 79 ] |
| 2008–09 | 38       | 22       | 8        | 8        | 70       | 35       | 3위      | 16강          | 2라운드 | —    | —    | —    | —    | —    | —    | [ 80 ]        |
| 합계    | 292      | 167      | 71       | 54       | 508      | 255      | —        | —             | —       | 7    | 5    | 2    | 0    | 14   | 5    | —             |

### 첼시
2009년 6월 1일, 안첼로티는 휘스 히딩크 임시 감독의 후임으로 첼시와 3년 계약을 체결하고 사령탑으로 취임했고, 7월 1일부터 임기를 정식적으로 시작했다. 그가 첼시에서 받는 급여는 연간 £5M으로 책정되었다. 안첼로티는 주제 모리뉴, 아브람 그랜트, 그리고 루이스 펠리피 스콜라리에 이어 21달의 기간 안에 취임한 4번째 정식 감독이다. 그는 잔루카 비알리와 클라우디오 라니에리에 이어 첼시 지휘봉을 잡은 세 번째 이탈리아인 감독이기도 하다.
2009년 8월 9일, 안첼로티는 맨체스터 유나이티드와의 FA커뮤니티 실드 경기에서 2-2로 비긴 후 승부차기로 이겨 첼시 감독으로서 첫 우승을 차지했다. 그가 파란 군단을 지휘한 첫 프리미어리그 경기는 2009년 8월 15일 헐 시티와의 안방 경기로 파란 군단은 2-1로 이겼다. 첼시는 9월 26일, 위건 애슬레틱과의 DW 원정 경기에서 1-3으로 지면서 안첼로티 임기 첫 패배를 당했다. 12월 2일, 첼시는 이우드 파크에서 열린 블랙번 로버스와의 풋볼 리그 컵 8강전에서 3-3으로 비긴 후 승부차기 끝에 패했다.
UEFA 챔피언스리그에서 안첼로티는 밀란을 떠나고서 처음으로 산 시로에 복귀해 전 첼시 감독인 주제 모리뉴가 이끄는 인테르나치오날레를 16강전에서 상대했다. 안첼로티와 모리뉴는 전 시즌에 각각 밀란과 인테르나치오날레 사령탑을 맡아 팽팽한 신경전을 펼쳤었다. 첼시는 2010년 3월 16일, 인테르나치오날레에게 원정에서 1-2로 지고, 스탬퍼드 브리지에서 0-1로 무너져, 합계 1-3으로 밀려 UEFA 챔피언스리그에서 중도 하차했다.

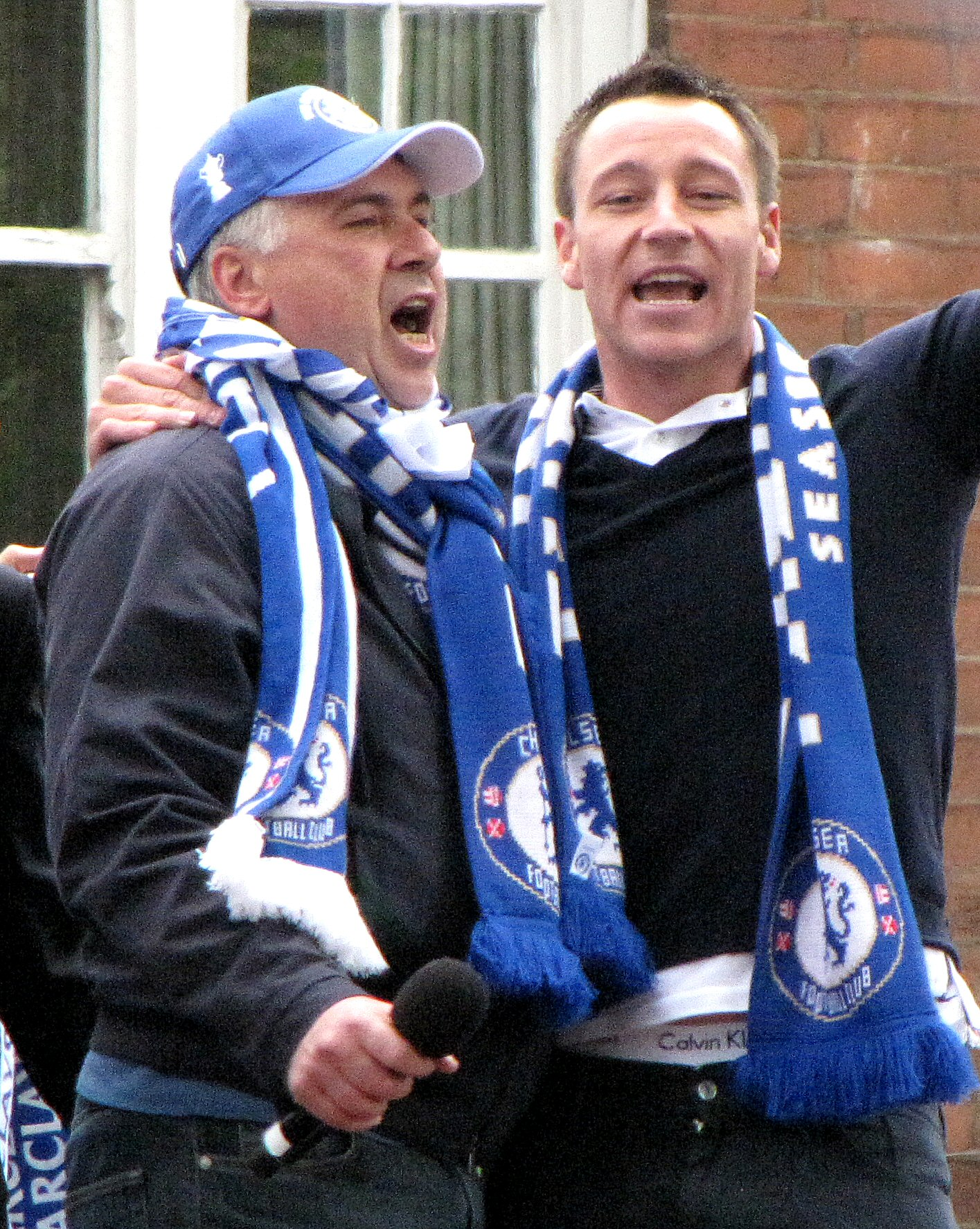
존 테리 주장과 첼시의 사상 첫 프리미어리그와 FA컵 2관왕을 자축하는 안첼로티

2010년 5월 9일, 안첼로티의 첼시는 맨체스터 유나이티드를 1점차로 제치고 득점 신기록을 세우며 프리미어리그 정상을 탈환했다. 첼시는 이 시즌에만 103골을 기록해 프리미어리그 최초이자
1962-63 시즌의 토트넘 홋스퍼에 이어 단일 시즌 100골 이상을 기록한 최초의 구단이 되었다. 첼시는 스탬퍼드 브리지에서 위건을 8-0으로 완파하며 우승을 확정지었다. 안첼로티는 프리미어리그를 우승한 첫 이탈리아인 감독으로 기록되었고, 프리미어리그 18년 역사상 우승을 경험한 5번째 감독으로 명단에 이름을 올렸다. 2010년 5월 15일, 안첼로티의 첼시는 웸블리에서 열린 2010 FA컵 결승전에서 포츠머스를 1-0으로 이기고 우승했다. 첼시는 4년의 기간 동안 FA컵 3회 우승을 맛보았고, 그에 따라 아스널이 2002년과 2005년 사이 세운 기록과 동률을 이루었다. FA컵 우승으로 첼시는 사상 첫 국내 2관왕을 달성했다.
그 다음 시즌 8월, 맨체스터 유나이티드와의 2010 FA 커뮤니티 실드에서 패한 후, 안첼로티는 승격 구단 웨스트 브로미치 앨비언전 6-0 대승을 이끌며 첼시를 성두로 이끌었다. 첼시는 위건과의 그 다음 경기도 6-0으로 이기고 스토크 시티와의 그 다음 경기도 2-0으로 이겼다. 첼시는 처음 5번의 경기를 모두 승리로 장식하며 쾌조의 시작을 끊었다. 2010년 9월 23일, 첼시는 뉴캐슬 유나이티드와의 풋볼 리그 컵 경기에서 3-4로 패했다. 첼시는 이어지는 맨체스터 시티와의 프리미어리그 경기에서 상대 주장 카를로스 테베스의 영리한 골에 실점해 0-1 석패를 거두었다. 첼시는 질리나와 마르세유와의 UEFA 챔피언스리그 2010-11 조별 리그 경기에서 각각 4-1, 2-0 승리를 거두며 승승장구했다. 이후 2010년 10월 3일, 첼시는 4위 아스널을 디디에 드로그바의 골과 수비수 알레스의 프리킥으로 2-0으로 완파했다.
첼시는 2010년 11월 7일 리버풀과의 안필드 원정 경기에서 또 패배를 당했는데, 첼시는 페르난도 토레스에게 2골을 헌납해 0-2로 패했다. 그 다음 주, 첼시는 3경기 안에 2번째 패배를 당했는데, 선덜랜드에게 안방에서 0-3으로 완패했다. 이어지는 5번의 리그 경기에서, 첼시는 3무 2패를 거두었고, 에미레이트 원정에서는 1-3 패배를 당하며 최악의 상황을 맞이했다. 2011년 1월 5일, 첼시는 강등권에 허덕이는 울버햄프턴 원더러스에게 0-1 충격패를 당해 리그 5위로 밀려나 2002년 이래 첫 UEFA 챔피언스리그 진출이 실패할 위기에 처했다. 이로 인해 안첼로티는 첼시가 정상 방어가 불가능할 것으로 전망했지만, 경질될 걱정은 없다고도 밝혔다. 그러나, 첼시는 이 경기 후 기량을 회복해가기 시작했다. 우선 입스위치 타운과의 FA컵 경기에서 7-0 대승을 거둔 후 스탬퍼드 브리지에서 블랙번을 2-0으로 꺾었고, 볼턴 원더러스와 선덜랜드 원정에서 완승을 거두어, 아직 리그 선두 맨체스터 유나이티드와의 격차가 10점이나 났지만 순위가 4위로 올라갔다.
2011년 1월 31일, 첼시는 리버풀 공격수 페르난도 토레스를 영국 기록인 £50M에 영입했고, 벤피카 수비수 다비드 루이스를 £22M에 구입했다. 첼시는 스탬퍼드 브리지에서 리버풀에게 0-1로 패했지만, 선두 맨체스터 유나이티드와의 3월 1일자 경기에서 다비드 루이스의 첼시 1호골에 힘입어 2-1 역전승을 거두었고, 이어서 블랙풀 원정에서 3-1 승리를 거두었다. 첼시는 이후 맨체스터 유나이티드와의 UEFA 챔피언스리그 8강전에서 안방과 원정에서 연달아 패 (합계 1-3) 하여 탈락했다.
UEFA 챔피언스리그 탈락 후, 첼시는 리그에 집중하며 위건을 안방에서 1-0으로 격파하고 웨스트 브로미치를 원정에서 3-1로 꺾었고, 버밍엄 시티와 웨스트 햄 유나이티드도 각각 3-1, 3-0으로 꺾은데 이어 토트넘도 안방에서 2-1로 이겼다. 한때 5위에 떨어져 선두 맨체스터 유나이티드와 15점차까지 밀렸던 첼시는 리그 2위로 도약해 시즌 3경기를 남기고 승점차를 3점까지 좁혔다.
그러나, 5월 8일, 첼시는 올드 트래퍼드에서 맨체스터 유나이티드에게 1-2로 패해 2위에 머물렀고, 2경기를 남겨놓고 승점차가 다시 6점으로 벌어졌다.
2011년 5월 22일, 프리미어리그 시즌 최종전인 에버턴 원정에서 0-1로 패한 지 2시간도 안되어 안첼로티는 경질되었다. 첼시는 프리미어리그 2010-11을 2위로 마쳤다. 그는 구단을 떠나기 직전에 첼시에서 £6.5M의 연봉을 받고 있었다. 그는 첼시를 떠나면서 £6M의 위약금을 받았다. 안첼로티는 첼시에서의 임기에 109경기를 이끌어 67승 20무 22패의 기록을 냈다. 안첼로티가 첼시 임기에 낸 승률은 주제 모리뉴와 알렉스 퍼거슨에 이어 프리미어리그 역대 3위이다.

### 파리 생제르맹

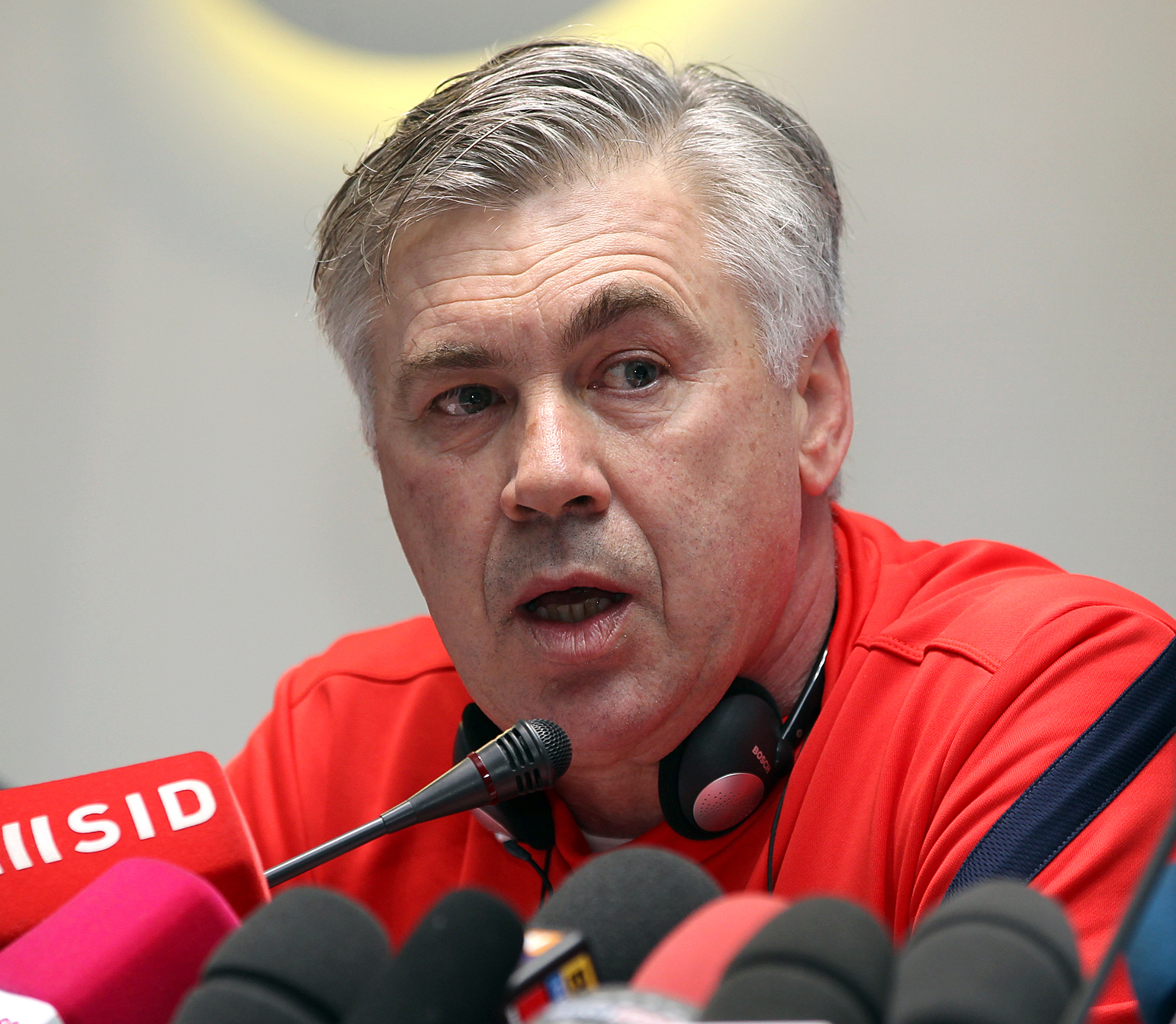
2012년, 파리 생제르맹 기자 회견의 안첼로티

2011년 12월 30일, 리그 1의 파리 생제르맹은 몽펠리에와의 승점차가 3점으로 줄고 앙투안 콩부아레 감독이 계약에 따라 구단을 떠나면서, 안첼로티가 즉시 후임 감독으로 취임했다. 그가 파리 생제르맹에서 받는 연봉은 €6M으로 보고되었다. 2012년 3월 21일, 안첼로티는 1-3으로 패한 리옹과의 쿠프 드 프랑스 8강 경기에서 처음으로 파리 생제르맹에서 패배를 당했다. 열흘 후, 파리 생제르맹은 낭시와의 원정 경기에서 1-2로 져, 안첼로티 임기에 첫 리그 1 패배를 당했다. 파리 생제르맹은 안첼로티의 1년차에 리그 1 준우승을 거두었는데, 정상에 오른 몽펠리에와는 승점 3점차였다. 그는 파리 생제르맹을 쿠프 드 프랑스 8강에 올려놓았다. 구단은 안첼로티 취임 이전에 쿠프 드 라 리그와 UEFA 유로파리그에서 탈락했다.
안첼로티의 온전한 1년차에, 파리 생제르맹은 골득실차로 마르세유와 리옹을 제치고 리그 1 휴식기를 선두로 맞이했다. 2013년 5월 12일, 파리는 2경기를 남겨 놓고 리그 1 우승을 확정지었다. 구단은 UEFA 챔피언스리그 8강의 성적을 거두었고, 바르셀로나에 합계 3-3으로 동률을 이루었지만 원정 다득점 원칙에 따라 탈락했고, 쿠프 드 프랑스와 쿠프 드 라 리그도 8강의 성적을 거두었다. 2013년 5월 19일, 안첼로티는 구단을 떠날 허가를 구했고, 이후 레알 마드리드에 합류했다.

### 레알 마드리드
2013년 6월 25일, 안첼로티는 시즌 후 떠난 주제 모리뉴의 후임으로 3년 계약을 맺고 레알 마드리드 사령탑에 취임했다. 그는 산티아고 베르나베우의 기자 회견에 나와 지네딘 지단과 폴 클레멘트를 그의 수석 코치로 임명했다. 입단 후, 레알 마드리드는 €24M에 이스코의 영입을 발표하였고, 이어 아시에르 이야라멘디를 €32M에 들여왔다. 아르헨티나 공격수 곤살로 이과인은 €40M에 나폴리로 떠났다. 그와 함께 메수트 외질도 아스널로 떠나, 가레스 베일을 역대 최고 이적료인 €105M (£86M) 에 토트넘 홋스퍼로부터 영입할 수 있게 되었다. 안첼로티가 지휘한 첫 경기는 2013년 8월 18일, 베티스와의 안방 경기로, 레알 마드리드가 2-1로 이겼다. 레알 마드리드에서 안첼로티는 전임이 선호했던 4-2-3-1 배치 형태를 배제했고, 대신 4-3-3 배치 형태로 효율을 증대하였는데, 아르헨티나의 측면 미드필더 앙헬 디 마리아가 좌측 중앙 미드필더로 최적화되었고, 구단의 선전에 큰 기여를 했다. 2014년 4월 16일, 안첼로티는 메스타야에서 벌어진 코파 델 레이 결승전에서 바르셀로나를 2-1로 이기고 레알 마드리드에서의 첫 우승을 차지했다. 4월 29일, 레알 마드리드는 UEFA 챔피언스리그 준결승전에서 합계 5-0 (마드리드에서 1-0, 뮌헨에서 4-0)으로 바이에른 뮌헨을 이기고 종전에 우승을 거두었던 2001-02 시즌 이래 처음으로 하얀 군단 (Los Blancos) 을 결승전에 올려놓았다. 5월 24일, 레알 마드리드는 UEFA 챔피언스리그 결승전에서 연장전 끝에 4-1로 이기고 10번째 우승을 달성했다. 그는 리버풀의 밥 페이즐리에 이어 대회를 3번 우승한 2번째 감독이 되었고, 선수로서 UEFA 챔피언스리그 / 유러피언컵을 2회, 감독으로서 3회를 우승한 최초의 인물로 이름을 올렸다. UEFA 챔피언스리그에서 거둔 성적과 상반되게 라 리가에서는 준우승을 거둔 바르셀로나와 상대 전적이 열세임에 따라 3위로 마쳤지만, 코파 델 레이를 들어올리는 데에는 성공했다.
8월 12일, 안첼로티는 세비야와의 UEFA 슈퍼컵 2014 경기에서 2-0으로 이기며 한 번 더 유럽대항전 우승을 거두었다. 2014년 9월부터 12월까지, 그의 선수단은 9월 16일부터 레알 마드리드가 2014년 12월에 FIFA 클럽 월드컵 우승을 거두기까지 스페인 최다 기록인 전 대회 22연승의 기록을 세웠고, 2014년을 우승컵 4개를 수집하는 것으로 마무리했다. 라 리가 2013-14에서는 3위의 성적에 그치면서, 그는 2003-04 시즌 이래 라 리가에서 상위 2위 미만의 성적을 거둔 첫 레알 마드리드 감독이자 1995-96 시즌 이래 이웃 아틀레티코보다 부진한 성적을 거둔 감독으로 기록되었다. 2014년 12월 1일, 안첼로티는 2014년 FIFA 올해의 감독 최종 후보 3인 중 한 명으로 선정되었다. 2015년 1월 19일, 안첼로티는 이탈리아 축구 명예의 전당에 이름을 올렸고, 2015년 1월 20일에는 IFFHS에 의해 2014년 올해의 클럽 감독으로 선정되었다. 레알 마드리드는 2014-15 시즌 리그를 준우승으로 마쳤고, 이 과정에서 118골을 기록했다. 코파 델 레이는 16강에서 떨어졌다. 2015년 5월 25일, 플로렌티노 페레스 레알 마드리드 회장은 구단 이사진이 안첼로티를 즉시 해임하는 "매우 어려운 결정"을 내렸다고 발표했다. 페레스는 안첼로티가 이사진과 지지자들의 마음을 사로잡았고, 숙원인 10번째 유러피언컵 우승을 이끌어 구단의 역사에 큰 족적을 남겼다고 되짚었다. 그러나 페레스 회장은 "그러나, 구단의 기대치는 매우 높고 우리는 우승을 거두고 최고가 되기 위해 또다시 자극을 줄 이유가 있었습니다."라고 덧붙였다.
마드리드를 떠난 후, 안첼로티는 밀란의 복귀를 놓고 협상을 벌였지만, "제가 애정을 보인 구단의 제의를 거절하기는 어렵지만, 저는 휴식이 필요합니다. 구단에 행운을 빕니다."라고 말하며 거절했다. 그는 1년 휴식을 취하고 척추 협착증으로 수술을 받을 것임을 밝혔다. 그는 이후 캐나다의 브리티시 컬럼비아 주 밴쿠버로 건너가 휴식을 취했다.

### 바이에른 뮌헨
2015년 12월 20일, 카를-하인츠 루메니게 바이에른 뮌헨 이사는 안첼로티가 3년 계약을 맺고, 2016-17 시즌부터 주제프 과르디올라를 대신해 사령탑을 맡을 것임을 발표했다. 그의 임기는 2016년 7월 1일에 시작되었다. 그는 2016년 7월 11일에 첫 훈련을 소집했고, 시즌 전 첫 경기 상대는 립슈타트 08이었다. 그가 알리안츠 아레나에서 맡은 첫 안방 경기는 1-0으로 이긴 맨체스터 시티와의 시즌 전 경기였다. 바이에른 뮌헨은 인터내셔널 챔피언스 컵에 참가했다. 바이에른 뮌헨은 밀란과의 첫 경기에서 승부차기 끝에 패하였다. 이후, 바이에른은 인테르나치오날레를 이겼다. 레알 마드리드와의 최종전은 바이에른의 패로 끝났다. 2016년 8월 14일, 바이에른은 DFL-슈퍼컵에서 도르트문트를 2-0으로 이겼다. 그에 따라 바이에른은 안첼로티 임기의 첫 우승을 차지했다. 2016년 8월 26일, 분데스리가 데뷔전에서 바이에른은 베르더 브레멘에 6-0 대승을 거두었다. 도르트문트, 카를 차이스 예나, 그리고 베르더 브레멘 을 이긴데 이어, 바이에른은 샬케 04, 로스토프, 잉골슈타트 04, 헤르타 BSC, 그리고 함부르크까지 8경기를 잇달아 이겼지만, 아틀레티코 마드리드에게 첫 패배를 당했다. 바이에른은 이어지는 쾰른과 아인트라흐트 프랑크푸르트와의 경기에서 승리를 쟁취하지 못했고, PSV를 상대해서야 겨우 1승을 추가할 수 있었다. PSV전 승리 이후, 바이에른은 3경기 연속 무승을 기록했다. 바이에른은 호펜하임에게 비기고 도르트문트와 로스토프에게 진 뒤, 레버쿠젠을 이겼다.
2017년 9월 27일, 파리 생제르맹과의 챔피언스리그 경기에서 3-0 완패를 당한 후 9월 28일에 경질되었다.

### 나폴리
2018년 5월 23일, SSC 나폴리와 3년 계약을 맺으며 세리에 A에 복귀했다.
2019년 12월 10일, 경질됐다.

## 사생활
안첼로티는 슬하에 2명의 자식을 두고 있다: 딸 카티아가 한 명이고, 다른 한 명은 아들 다비데로, 밀란 유소년 아카데미에서 활약하다가 2008년 6월에 보르고마네로 소속이 되었다. 2008년, 안첼로티는 25년 간 동거한 아내 루이사 기벨리니와 결별했다고 밝혔다. 이후, 그는 마리나 크레투와 가까이 지냈다. 2011년, 그는 캐나다 사업가 마리안 바레나 매클레이와 가까이 지내는 것으로 밝혔다. 2014년 7월, 안첼로티는 바레나 매클레이와 밴쿠버에서 결혼식을 올렸다.
2009년 5월, 안첼로티의 자서전 나는 컵을 추구한다 (Preferisco la Coppa, 이탈리아어 "컵" (coppa) 이 안첼로티의 출신지인 에밀리아-로마냐 지역의 특산물인 선선한 염장육과 철자와 발음이 똑같은 데에서 기인한 언어유희를 활용했다.) 가 출판되었고, 저서 판매로 벌어들인 수익은 근위축성 측색 경화증에 대해 연구하는 스테파노 보르고노보 재단의 연구료로 기부되었다.
첼시에서의 2년차에, 안첼로티는 정기적으로 이탈리아로 가 당뇨 악화 및 잔병으로 투병중인 87세 부친을 돌보아야 했다. 인터뷰에서 그는 "이 요인이 선수단을 지휘하는데 큰 문제가 되지 않습니다. 부친이 문제라면 정신적으로 힘듭니다... 하지만 이것은 인생입니다. 저는 최선을 다해 그와 가까이 있어야 합니다, 그러나 그것이 인생입니다." 2010년 9월 29일, 그의 부친이 향년 87세로 별세했다.

## 경력 통계

### 클럽 기록
| 시즌      | 클럽      | 단계      | 리그 | 리그 | 컵            | 컵            | 대륙 | 대륙 | 기타 | 기타 | 합계 | 합계 |
| 시즌      | 클럽      | 단계      | 출장 | 골   | 출장          | 골            | 출장 | 골   | 출장 | 골   | 출장 | 골   |
| 이탈리아  | 이탈리아  | 이탈리아  | 리그 | 리그 | 코파 이탈리아 | 코파 이탈리아 | 유럽 | 유럽 | 기타 | 기타 | 합계 | 합계 |
| --------- | --------- | --------- | ---- | ---- | ------------- | ------------- | ---- | ---- | ---- | ---- | ---- | ---- |
| 1976–77   | 파르마    | 세리에 C  | 1    | 0    | –             | –             | –    | –    | –    | –    | 1    | 0    |
| 1977–78   | 파르마    | 세리에 C  | 21   | 8    | –             | –             | –    | –    | –    | –    | 21   | 9    |
| 1978–79   | 파르마    | 세리에 C1 | 33   | 5    | –             | –             | –    | –    | –    | –    | 33   | 5    |
| 1979–80   | 로마      | 세리에 A  | 27   | 3    | 9             | 0             | –    | –    | –    | –    | 36   | 3    |
| 1980–81   | 로마      | 세리에 A  | 29   | 2    | 6             | 2             | 2    | 1    | –    | –    | 37   | 5    |
| 1981–82   | 로마      | 세리에 A  | 5    | 0    | 0             | 0             | 3    | 1    | –    | –    | 8    | 1    |
| 1982–83   | 로마      | 세리에 A  | 23   | 2    | 3             | 0             | 6    | 0    | –    | –    | 32   | 2    |
| 1983–84   | 로마      | 세리에 A  | 9    | 0    | 5             | 0             | 4    | 0    | –    | –    | 18   | 0    |
| 1984–85   | 로마      | 세리에 A  | 22   | 3    | 2             | 0             | 3    | 0    | –    | –    | 27   | 3    |
| 1985–86   | 로마      | 세리에 A  | 29   | 0    | 4             | 0             | –    | –    | –    | –    | 33   | 0    |
| 1986–87   | 로마      | 세리에 A  | 27   | 2    | 7             | 1             | 2    | 0    | –    | –    | 36   | 3    |
| 1987–88   | 밀란      | 세리에 A  | 27   | 2    | 7             | 0             | 4    | 0    | –    | –    | 38   | 2    |
| 1988–89   | 밀란      | 세리에 A  | 28   | 2    | 2             | 0             | 7    | 1    | 1    | 0    | 38   | 3    |
| 1989–90   | 밀란      | 세리에 A  | 24   | 3    | 4             | 0             | 6    | 0    | 1    | 0    | 35   | 3    |
| 1990–91   | 밀란      | 세리에 A  | 21   | 1    | 4             | 0             | 4    | 0    | 2    | 0    | 31   | 1    |
| 1991–92   | 밀란      | 세리에 A  | 12   | 2    | 6             | 0             | –    | –    | –    | –    | 18   | 2    |
| 합계      | 파르마    | 파르마    | 55   | 13   | —             | —             | —    | —    | —    | —    | 55   | 13   |
| 합계      | 로마      | 로마      | 171  | 12   | 36            | 3             | 20   | 2    | —    | —    | 227  | 17   |
| 합계      | 밀란      | 밀란      | 112  | 10   | 23            | 0             | 21   | 1    | 4    | 0    | 160  | 11   |
| 경력 합계 | 경력 합계 | 경력 합계 | 338  | 35   | 59            | 3             | 41   | 3    | 4    | 0    | 442  | 41   |

### 국가대표팀 기록
| 이탈리아 | 이탈리아 | 이탈리아 |
| 연도     | 출장     | 골       |
| -------- | -------- | -------- |
| 1981     | 4        | 1        |
| 1982     | –        | –        |
| 1983     | 4        | 0        |
| 1984     | –        | –        |
| 1985     | –        | –        |
| 1986     | 5        | 0        |
| 1987     | 3        | 0        |
| 1988     | 5        | 0        |
| 1989     | 0        | 0        |
| 1990     | 4        | 0        |
| 1991     | 1        | 0        |
| 합계     | 26       | 1        |

#### 국가대표팀 득점 기록
| #  | 날짜           | 경기장                           | 상대     | 점수 | 최종 결과 | 대회              |
| -- | -------------- | -------------------------------- | -------- | ---- | --------- | ----------------- |
| 1. | 1981년 1월 6일 | 센테나리오, 몬테비데오, 우루과이 | 네덜란드 | 1–0  | 1–1       | 1980년 문디알리토 |

### 감독 기록
2024년 2월 14일 기준
| 연도          | 취임             | 해임             | 기록 | 기록 | 기록 | 기록 | 기록  | 기록                                                    |
| 연도          | 취임             | 해임             | 전   | 승   | 무   | 패   | 율 %  | 주                                                      |
| ------------- | ---------------- | ---------------- | ---- | ---- | ---- | ---- | ----- | ------------------------------------------------------- |
| 레자나        | 1995년 7월 1일   | 1996년 6월 30일  | 41   | 17   | 14   | 10   | 41.46 | [ 25 ]                                                  |
| 파르마        | 1996년 7월 1일   | 1998년 6월 30일  | 87   | 42   | 27   | 18   | 48.28 | [ 28 ] [ 33 ]                                           |
| 유벤투스      | 1999년 2월 9일   | 2001년 6월 17일  | 114  | 63   | 33   | 18   | 55.26 | [ 39 ]                                                  |
| 밀란          | 2001년 11월 6일  | 2009년 5월 31일  | 423  | 238  | 101  | 84   | 56.26 | [ 42 ] [ 48 ] [ 56 ] [ 61 ] [ 63 ] [ 69 ] [ 79 ] [ 80 ] |
| 첼시          | 2009년 7월 1일   | 2011년 5월 22일  | 109  | 67   | 20   | 22   | 61.47 | [ 83 ] [ 91 ] [ 99 ]                                    |
| 파리 생제르맹 | 2011년 12월 30일 | 2013년 6월 25일  | 77   | 49   | 19   | 9    | 63.64 | [ 105 ] [ 109 ]                                         |
| 레알 마드리드 | 2013년 6월 25일  | 2015년 5월 25일  | 119  | 89   | 14   | 16   | 74.79 | [ 120 ] [ 126 ]                                         |
| 바이에른 뮌헨 | 2016년 7월 1일   | 2017년 9월 28일  | 60   | 42   | 9    | 9    | 70.00 | [ 133 ] [ 141 ]                                         |
| 나폴리        | 2018년 5월 23일  | 2019년 12월 10일 | 73   | 38   | 19   | 16   | 52.05 |                                                         |
| 에버튼        | 2019년 12월 21일 | 2021년 6월 1일   | 67   | 31   | 14   | 22   | 46.27 |                                                         |
| 레알 마드리드 | 2021년 6월 1일   | 현직             | 152  | 109  | 20   | 23   | 71.71 |                                                         |
| 합계          | 합계             | 합계             | 1323 | 783  | 294  | 246  | 59.18 | —                                                       |

## 수상 내역

### 선수

#### AS 로마(1979~1987)[160]
- 세리에 A: 1982–83
- 코파 이탈리아: 1979–80, 1980–81, 1983–84, 1985–86

#### AC 밀란(1987~1992)[160]
- 유러피언컵: 1988–89, 1989–90
- UEFA 슈퍼컵: 1989, 1990
- 세리에 A: 1987–88, 1991–92
- 수페르코파 이탈리아나: 1988
- 인터콘티넨털컵: 1989, 1990

#### 이탈리아(1981~1991)[160]
- FIFA 월드컵 3위: 1990

### 감독

#### 유벤투스(1999~2001)[37]
- UEFA 인터토토컵: 1999

#### AC 밀란(2001~2009)[161]
- 세리에 A: 2003–04
- 코파 이탈리아: 2002–03
- 수페르코파 이탈리아나: 2004
- UEFA 챔피언스리그: 2002–03, 2006–07
- UEFA 슈퍼컵: 2003, 2007
- FIFA 클럽 월드컵: 2007

#### 첼시(2009~2011)[161]
- 프리미어리그: 2009-10
- FA컵: 2009-10
- FA 커뮤니티 실드: 2009

#### 파리 생제르맹 FC(2011~2013)[161]
- 리그 1: 2012-13

#### 레알 마드리드 CF(2013~2015, 2021~ )[161]
- 라리가: 2021-22, 2023-24
- 국왕컵: 2013–14, 2022-23
- 수페르코파 데 에스파냐 : 2022, 2024
- UEFA 챔피언스리그: 2013–14, 2021–22, 2023–24
- UEFA 슈퍼컵: 2014, 2022
- FIFA 클럽 월드컵: 2014, 2022

#### 바이에른 뮌헨(2016~2017)
- 푸스발-분데스리가: 2016-17
- DFL-슈퍼컵: 2016[142], 2017

## 개인
- 세리에 A 올해의 감독: 2001, 2004[162]
- 판키나 도로: 2002–03, 2003–04[163]
- 리그 1 올해의 감독: 2012–13
- IFFHS 올해의 클럽 감독: 2007, 2014[164]
- 월드 사커지 올해의 감독: 2003[165]
- 글로브 사커 어워즈 올해의 감독: 2014[166], 2022
- 글로브 사커 최고 언론 주목 축구인: 2014[166]
- 알프 램지 상 : 2003
- UEFA 올해의 감독 : 2021-22
- 프리미어리그 이 달의 감독 5회
- 라리가 이 달의 감독 3회
- 옹즈도르 올해의 감독 : 2021-22
- 엔초 베아르초트 상: 2014[167]
- 미겔 무뇨스 트로피: 2014–15
- 이탈리아 축구 명예의 전당: 2015[123]
- 밀란 명예의 전당[15]
- 로마 명예의 전당[168]

### 훈장
이탈리아 공화국 공로장 5등급 - 기사장: 1991
 5등급 / 장교: 장교 계급 이탈리아 연대 성훈장: 2014

## 같이 보기
- 잉글랜드 리그 우승팀 감독 목록

## 참고
1. ↑  UEFA 컵위너스컵, (1980-81 시즌, 1981-82 시즌, 1984-85 시즌, 그리고 1986-87 시즌) UEFA컵, (1982-83 시즌과 1987-88 시즌) 그리고 유러피언컵 (1983-84 시즌, 1988-89 시즌, 1989-90 시즌, 그리고 1990-91 시즌) 출전 기록 포함
2. ↑  수페르코파 이탈리아나, (1988) 인터콘티넨털컵, (1989) 그리고 1990년 UEFA 슈퍼컵 포함 (2경기 체제 출장)